# Erzi de da wan'ou
Erzi de da wanou (xinès simplificat: 兒子的大玩偶, pinyin: Érzi de dà wán'ǒu), comercialitzada com The Sandwich Man es una pel·lícula de drama de Taiwan del 1983 dirigida conjuntament per Hou Hsiao-hsien, Wan Jen, i Tseng Chuang-hsiang. El guió de Wu Nien-jen és basat en una història de Huang Chunming titulada "La gran nina del seu fill".
Composta per tres històries separades, la pel·lícula retrata vívidament Taiwan durant el període de la guerra freda quan el país va desenvolupar la seva economia amb l'ajuda dels Estats Units. Es considera un segell distintiu del nou cinema taiwanès.

## Argument
El títol en anglès de la pel·lícula deriva de la primera vinyeta de la pel·lícula, dirigida per Hou Hsiao-hsien, que parla d'un home que es guanya la vida per a la seva jove família portant taulers publiciaris de sandvitxos.
La segona vinyeta parla de dos joves ambiciosos que descobreixen massa tard que un producte que estan intentant vendre és defectuós.
La tercera vinyeta explora què passa quan un treballador pobre és atropellat per l'automòbil d'un alt funcionari estatunidenc.